# Kidder County
Das Kidder County ist ein County im Bundesstaat North Dakota der Vereinigten Staaten. Der Verwaltungssitz (County Seat) ist Steele.

## Geographie
Das County liegt etwas südöstlich des geographischen Zentrums von North Dakota und hat eine Fläche von 3712 Quadratkilometern, wovon 213 Quadratkilometer Wasserfläche sind. Es grenzt im Uhrzeigersinn an folgende Countys: Wells County, Stutsman County, Logan County, Emmons County, Burleigh County und Sheridan County.

## Geschichte
Kidder County wurde 1873 gebildet. Benannt wurde es nach Jefferson Parrish Kidder, einem Delegierten des Dakota-Territoriums im 44. und 45. US-Kongress.
Drei Bauwerke und Stätten des Countys sind insgesamt im National Register of Historic Places eingetragen (Stand 26. März 2018).

## Demografische Daten

Alterspyramide des Kidder County

Nach der Volkszählung im Jahr 2000 lebten im Kidder County 2.753 Menschen in 1.158 Haushalten und 787 Familien. Die Bevölkerungsdichte betrug 1 Einwohner pro Quadratkilometer. Ethnisch betrachtet setzte sich die Bevölkerung zusammen aus 99,49 Prozent Weißen, 0,18 Prozent Afroamerikanern, 0,11 Prozent amerikanischen Ureinwohnern und 0,07 Prozent Asiaten; 0,15 Prozent stammten von zwei oder mehr Ethnien ab. 0,58 Prozent der Bevölkerung waren spanischer oder lateinamerikanischer Abstammung.
Von den 1.158 Haushalten hatten 27,2 Prozent Kinder und Jugendliche unter 18 Jahre, die bei ihnen lebten. 60,7 Prozent waren verheiratete, zusammenlebende Paare, 4,1 Prozent waren allein erziehende Mütter, 32,0 Prozent waren keine Familien, 29,9 Prozent waren Singlehaushalte und in 17,7 Prozent lebten Menschen im Alter von 65 Jahren oder darüber. Die Durchschnittshaushaltsgröße betrug 2,34 und die durchschnittliche Familiengröße lag bei 2,91 Personen.
Auf das gesamte County bezogen setzte sich die Bevölkerung zusammen aus 23,2 Prozent Einwohnern unter 18 Jahren, 5,0 Prozent zwischen 18 und 24 Jahren, 22,9 Prozent zwischen 25 und 44 Jahren, 24,9 Prozent zwischen 45 und 64 Jahren und 24,0 Prozent waren 65 Jahre alt oder darüber. Das Durchschnittsalter betrug 44 Jahre. Auf 100 weibliche Personen kamen 103,2 männliche Personen. Auf 100 Frauen im Alter von 18 Jahren oder darüber kamen statistisch 100,1 Männer.
Das jährliche Durchschnittseinkommen eines Haushalts betrug 25.389 USD, das Durchschnittseinkommen der Familien betrug 30.469 USD. Männer hatten ein Durchschnittseinkommen von 23.056 USD, Frauen 17.250 USD. Das Prokopfeinkommen betrug 14.270 USD. 17,6 Prozent der Familien und 19,8 Prozent Familien lebten unterhalb der Armutsgrenze. Davon waren 20,4 Prozent Kinder oder Jugendliche unter 18 Jahre und 23,3 Prozent waren Menschen über 65 Jahre.

## Sehenswürdigkeiten
- Glueckstal Lutheran Church